# آية أوكاموتو
آية أوكاموتو (باليابانية: 岡本綾 ) (و. 1982 – م) هي ممثل أداء صوتي ياباني، وممثلة، من اليابان، ولدت في طوكيو.

## وصلات خارجية
- آية أوكاموتو على موقع IMDb (الإنجليزية)
- آية أوكاموتو على موقع ألو سيني (الفرنسية)
- آية أوكاموتو على موقع أول موفي (الإنجليزية)
- آية أوكاموتو على موقع قاعدة بيانات الفيلم (الإنجليزية)
- آية أوكاموتو على موقع كينوبويسك (الروسية)